# 北海道道124号宮の沢北一条線
北海道道124号宮の沢北一条線（ほっかいどうどう124ごう みやのさわきたいちじょうせん）は、北海道札幌市を通る道道（主要地方道）である。

## 概要
全線が国道5号の旧ルートであり、国道がバイパスの札幌新道へルート変更された際、道道として認定された。
全線が札幌市管理路線であり、札幌圏都市計画道路の北5条手稲通、西25丁目通、北1条宮の沢通のそれぞれ一部である。
札幌市西部と都心を結ぶ最短ルートであり主要な幹線道路の一つである。

### 路線データ
- 起点：北海道札幌市西区宮の沢1条3丁目（国道5号交点）
- 終点：北海道札幌市中央区北1条西11丁目（国道230号・北海道道452号下手稲札幌線交点）
- 総延長：7.2 km[要出典]

## 歴史
札幌と小樽市を結ぶルートとして、この道路は古くから幹線道路として重要な役割を果たしてきた。
原型となった道路（札幌越新道）は北海道開拓期の極めて早い時期である1798年（寛政10年）に開削され、1857年（安政4年）には道路らしい道路となった。その後、1872年（明治5年）には銭函までの馬車道路として整備され、1885年（明治18年）には国道として指定されている。
1934年（昭和9年）には札幌と小樽を結ぶ鉄道省営自動車が運行を開始し、当時道央の経済の中心であった小樽とを結ぶ幹線道路として、札樽国道という呼び名で広く呼ばれるようになる。1983年（昭和58年）に国道5号が札幌新道へルート変更され、当該区間は道道となり現在に至る。
- 1983年（昭和58年）3月31日 - 1041号として路線認定[2]。
- 1993年（平成5年）5月11日 - 建設省から、道道宮の沢北一条線が宮の沢北一条線として主要地方道に指定される[3]。
- 1994年（平成6年）10月1日 - 路線番号変更[4]。

## 路線状況

### 重複区間
- 北海道道453号西野白石線：札幌市中央区北5条西24丁目 - 札幌市中央区北1条西24丁目

### 都市計画道路
当路線のうち以下の区間は札幌圏都市計画道路として都市計画決定されている。
- 起点 - 札幌市中央区北5条西24丁目：北5条手稲通
- 札幌市中央区北5条西24丁目 - 札幌市中央区北1条西24丁目：西25丁目通
- 札幌市中央区北1条西24丁目 - 終点：北1条宮の沢通

## 地理

### 通過する自治体
- 石狩振興局
  - 札幌市（西区 - 中央区）

### 交差する道路
札幌市西区
- 国道5号 - 宮の沢1条3丁目（起点）

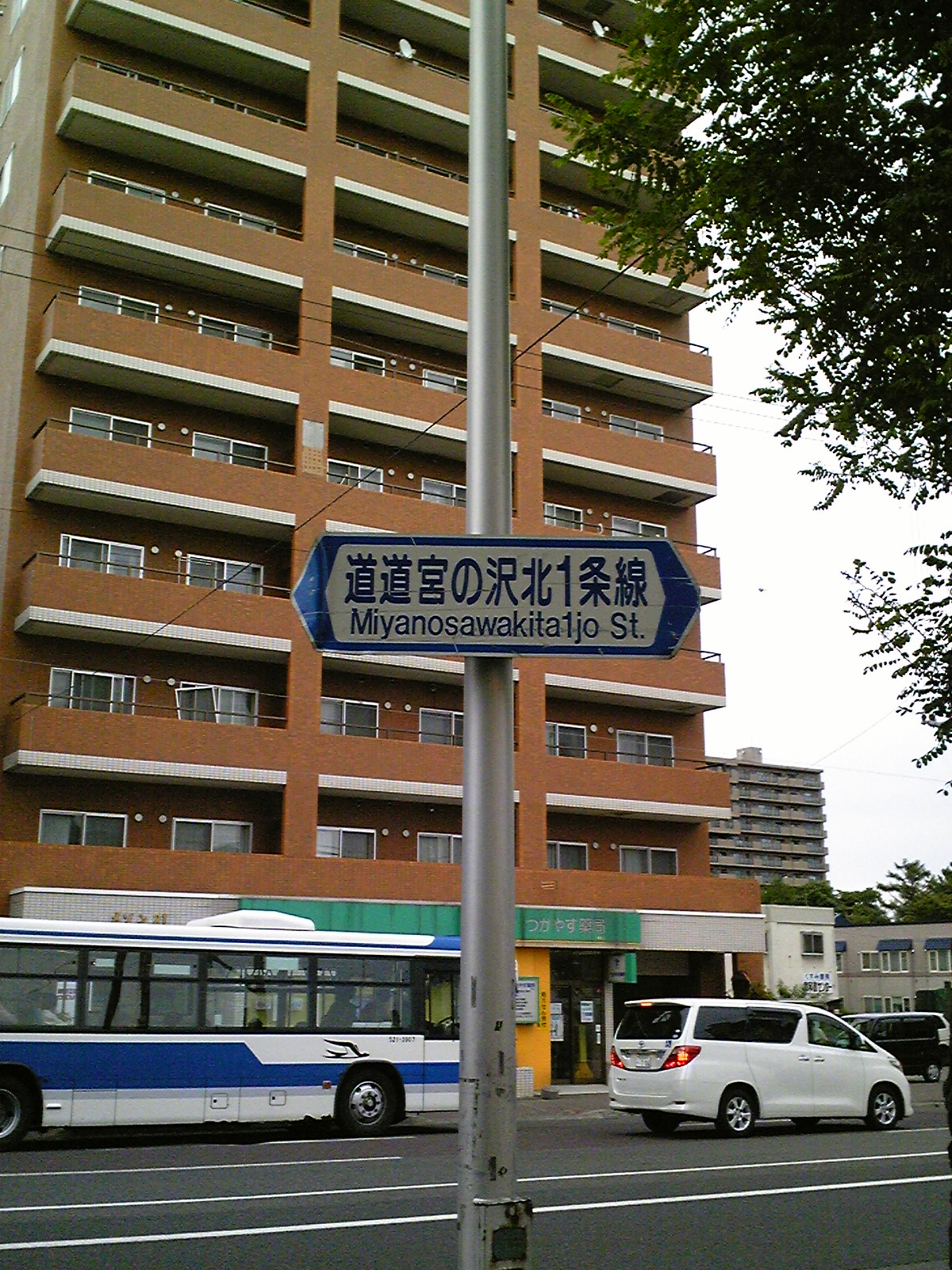
道路通称名標識 道道路線名が表記されている

- 北海道道82号西野真駒内清田線 - 西町南21丁目
- 北海道道276号琴似停車場線 - 琴似2条7丁目

札幌市中央区
- 北海道道89号札幌環状線 - 二十四軒3条7丁目
- 北海道道453号西野白石線 - 北5条西24丁目、北1条西24丁目
- 北海道道326号桑園停車場線 - 北1条西15丁目
- 国道230号 - 北1条西11丁目（終点）
- 北海道道452号下手稲札幌線 - 北1条西11丁目（終点）

#### 沿線にある施設など
西区
- 宮の沢ふれあい公園
- 白い恋人パーク
- 札幌市生涯学習総合センター
- 北海道銀行宮の沢支店
- 北海道労働金庫札幌西支店
- 札幌宮の沢郵便局
- 北洋銀行西町支店
- JAさっぽろ西町支店
- 札幌西町北郵便局
- イオン札幌西町ショッピングセンター
- 札幌西郵便局
- 札幌市立琴似小学校
- 札幌市西区民センター
- 西保健センター
- 札幌市西区民センター図書室
- 北海道銀行琴似支店
- 稚内信用金庫琴似支店
- 北陸銀行琴似支店
- 二十四軒保育園
- 札幌二十四軒南郵便局

中央区
- 札幌市立円山小学校
- 北海道銀行中央区鳥居前支店
- 札幌北一条西郵便局
- 北海道開発局札幌開発建設部
- 北海道立近代美術館
- 北海道文化放送本社
- 札幌市教育文化会館
- 札幌家庭裁判所
- 札幌高等検察庁
- 札幌高等裁判所
- 札幌北一条郵便局
- 北海道運輸局